# Miroslav Nožina
Miroslav Nožina (*1962 Roudnice nad Labem) je sociální antropolog. Zaměřuje se především na oblast politické antropologie a antropologie kriminality/kulturní kriminologie.
V letech 1990–2000 pracoval v týmu expertů Střediska pro geopolitické sledování drog v Paříži (Observatoire géopolitique des drogues, OGD, Paris). V letech 1991-2025 působil jako výzkumný pracovník Ústavu mezinárodních vztahů Praha. Je členem Evropského sdružení pro studia jihovýchodní Asie (European Association for Southeast Asian Studies; EuroSEAS) a Globální iniciativy proti nadnárodnímu organizovanému zločinu (Global Initiative Against Transnational Organized Crime; GIATOC). Působí v rámci volebních pozorovacích misí Evropské unie (European Union – Election Observation Missions; EU-EOM).
Realizoval řadu výzkumných pobytů a expedic zejména v zemích jihovýchodní Asie a rovněž v Africe, Austrálii a Latinské Americe. Publikuje na témata kriminality v diasporách, drogové problematiky, nelegálního obchodu s přírodninami, etnické, historické a sociální problematiky zemí pevninské jihovýchodní Asie aj.

## Publikace

### Odborné monografie
- Vietnamese Organized Crime in the Czech Republic (Nožina, Miroslav - Kraus, Filip, Palgrave Macmillan, 2020)
- Národní protidrogová centrála 1991–2016 / National Drug Headquarters 1991 – 2016 (Nožina, Miroslav – Vaněček, Miloš, Praha: Tiskárna Ministerstva vnitra ČR, 2016)
- Pasáson Bandá Phao. Horská etnika a stát v Laosu. (Praha: Ústav mezinárodních vztahů, 2013)
- Barma. Etnický problém, válka a boj za demokracii. (Praha: Ústav mezinárodních vztahů, 2013)
- Bossové, vojáci a zrnka rýže. Vietnamské kriminální sítě v ČR a jejich mezinárodní dimenze. (Nožina, Miroslav – Kraus, Filip, Praha: KLP, 2011)
- Dějiny Laosu (Praha: Nakladatelství Lidové noviny, 2010)
- Kriminální sítě ve vietnamské diaspoře. Případ České republiky. (Nožina, Miroslav – Kraus, Filip, Praha: Ústav mezinárodních vztahů, 2009)
- Mandragora, morfin, kokain. Drogový problém v českých zemích v dobách habsburské monarchie a v předválečném Československu. (Nožina, Miroslav – Vaněček, Miloš, Praha: KLP, 2009)
- Dějiny Kambodže (Praha: Nakladatelství Lidové Noviny, 2007)
- Royal Ties. King Norodom Sihamoni and the History of Czech-Cambodian Relations. (Nožina, Miroslav – Šitler, J. – Vaněček, Miloš, Praha: Knižní Klub, 2006)
- King Rama VII of Siam’s Official Visit to Czechoslovakia in 1934 (Nožina, Miroslav et al., Nothamburi – Bangkok: King Prajadhipok’s Institute in cooperation with the Ministry of Foreign Affairs of the Czech Republic and the Institute of International Relations in Prague, 2004)
- Siam Undiscovered. Czech-Thai encounters between the 16th and 21st centuries: rare documents, old photographs, royal visits. (Bangkok: Amarin Printing, 2004)
- Mezinárodní organizovaný zločin v České republice (Praha: Themis, 2003)
- Svět drog v Čechách (Praha: KLP, 1997)

### Články
Přispívá i do mezinárodních odborných periodik a publikací. Nejnověji vydal případovou studii o pašování nosorožčích rohů z Jižní Afriky do Vietnamu přes Českou republiku v originále s názvem „The Czech Rhino Connection: a Case Study of Vietnamese Wildlife Trafficking Networks’ Operations Across Central Europe“ (European Journal on Criminal Policy and Research. Published online: 20 June 2020).

### Cestopisy
- Koza, která žere hady. Výpravy za původními obyvateli džunglí Kambodže a Kalimantanu (Brno: Jota, 2006)
- Cesty za opiem (Praha: Nakladatelství Lidové noviny, 2001)
- Kambodžský poutník (Praha: Livingstone, 1999)

## Filmové projekty
- Tsunami po vlně zájmu (2009), dokumentární film pro ČT s režisérem J. Hoškem
- Borobudur (2001), dokumentární film pro ČT s režisérem J. Hoškem
- Bulungan: předběžná zpráva o konci světa (2001), dokumentární film pro ČT s režisérem J. Hoškem
- Kambodžský poutník (1999), dokumentární film pro ČT ve spolupráci se společností M.G.B.
- Opustit Angkor (1999), dokumentární film pro ČT s režisérem J. Hoškem
- Expedice Rattanakiri (1999), dokumentární film pro ČT s režisérem J. Hoškem
- Hmongové (1994), dokumentární film pro ČT s režisérem P. Slavíkem